# 罗马门的作坊
《罗马门的作坊》是義大利未來主義畫家翁貝托·薄邱尼在1910年的畫作，現今則保存在米兰的斯卡拉广场画廊。

## 描述
这件作品是由 翁貝托·薄邱尼在他位于米兰23号Via Adige的公寓中创作的，靠近米兰的罗马门以及普拉达基金会博物馆。如今该社区以创新的奢华时尚和艺术而闻名。公寓外有一块纪念画家 翁貝托·薄邱尼 的牌匾。

## 历史
翁貝托·薄邱尼在他位于Via Adige的家中，从窗户中汲取灵感，创作了该作品。他还在此处创作了The Street Enters the House和Materia。